# 莫斯特巴赫河
53°23′21″N 11°58′35″E / 53.38915°N 11.97632°E

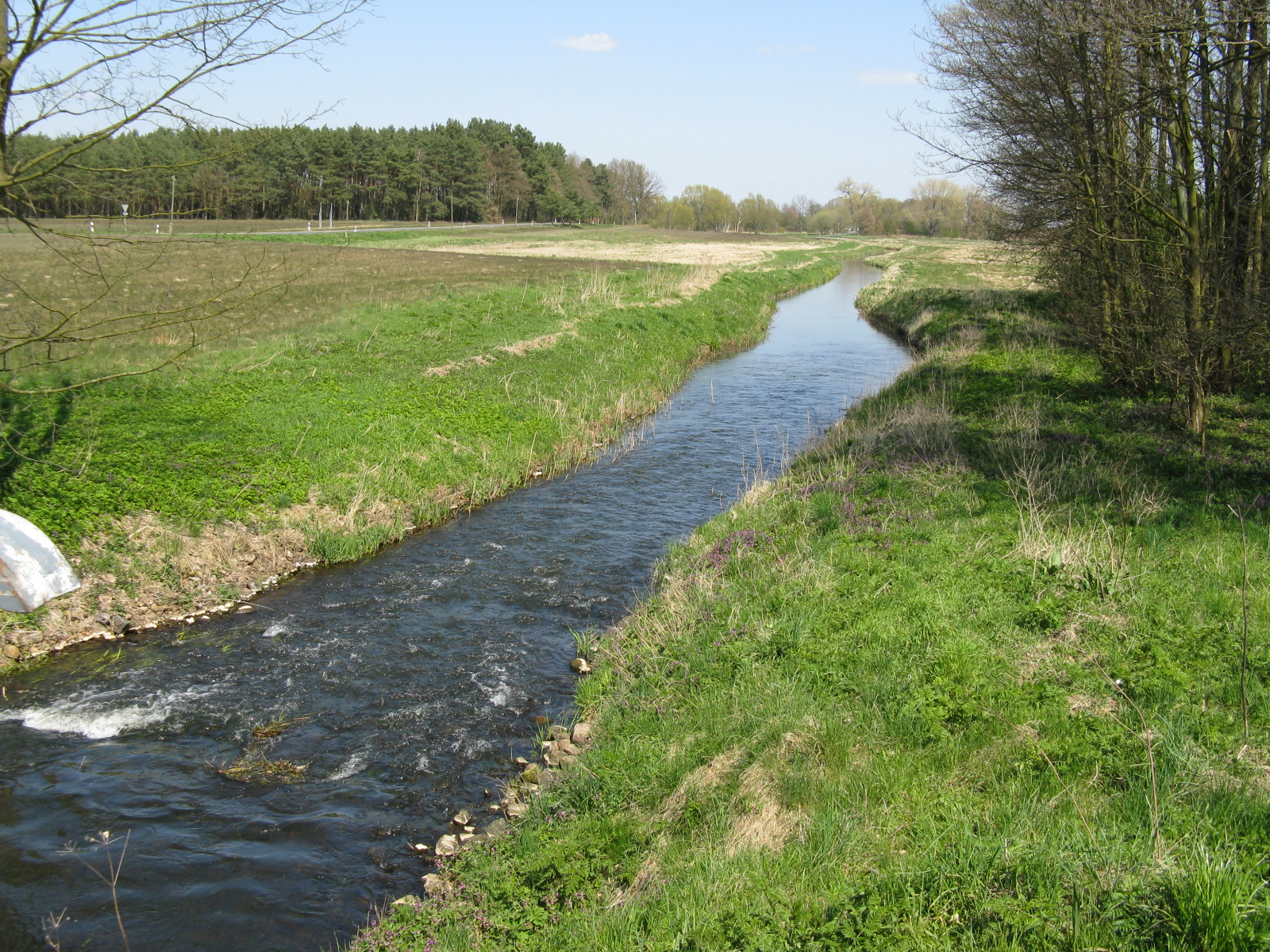

莫斯特巴赫河（德語：Moosterbach），是德國的河流，位於該國東北部，由梅克倫堡-前波美拉尼亞州負責管轄，屬於埃爾德河的支流，河口處在錫格爾科附近。